# Felix Kučera
Felix Kučera (26. listopadu 1892 – 1980) byl československý politik a meziválečný poslanec Národního shromáždění za Československou sociálně demokratickou stranu dělnickou.

## Biografie
Byl majitelem druhého největšího pohřebního ústavu na Ostravsku, fungujícího při městském krematoriu v Ostravě. Roku 1936 koupil na Horní Bečvě poblíž ústí Kobylského potoka pozemek. Společně s manžely Dvořákovými z Ostravy si tu do roku 1940 postavili letní vilu. Profesí byl zřízencem. Podle údajů z roku 1935 bydlel v Moravské Ostravě (Mariánské Hory).
Ve parlamentních volbách v roce 1935 získal poslanecké křeslo v Národním shromáždění. Poslanecký post si podržel do zrušení parlamentu roku 1939, přičemž v prosinci 1938 ještě přestoupil do poslaneckého klubu nově založené Národní strany práce.
Jeho synem byl žurnalista, sportovní reportér, spisovatel, ilustrátor a karikaturista Lubo J. Kučera (narozen 1922).